# 斯特靈 (麻薩諸塞州)
斯特靈（英語：Sterling）是一個位於美國麻薩諸塞州烏斯特縣的鎮。

## 人口
根據2020年美國人口普查的數據，斯特靈的面積為81.80平方千米，當中陸地面積為70.00平方千米，而水域面積為2.80平方千米。當地共有人口7985人，而人口密度為每平方千米98人。